# Resolutie 2185 Veiligheidsraad Verenigde Naties
Resolutie 2185 van de Veiligheidsraad van de Verenigde Naties werd op 20 november 2014 met unanimiteit aangenomen door de VN-Veiligheidsraad. Met deze resolutie nam de Veiligheidsraad zich voor politiewerk voortaan integraal op te nemen in de mandaten van VN-vredesmachten. Tegelijkertijd werden de landen die bijdroegen aan de politecomponenten gevraagd meer vrouwelijke agenten te sturen.

## Inhoud
De instemming van de partijen in een conflict, onpartijdigheid en geweldloosheid tenzij ter zelfverdediging over verdediging van het mandaat waren essentieel voor een geslaagde vredesoperatie. De politiediensten van een gastland waren vaak de voornaamste verbinding tussen overheid en maatschappij wat betreft veiligheidskwesties. Professionele ordehandhaving, strafinrichting en justitie waren dan ook noodzakelijk als basis van duurzame vrede en nationale ontwikkeling. Secretaris-generaal Ban Ki-moon werd gevraagd het VN-politiewerk verder te verbeteren door standaardrichtlijnen en -opleidingen en evaluatieprocessen te ontwikkelen.
De rol van politiecomponenten van VN-vredesmachten was sterk gegroeid. Een van de taken kon inhouden het gastland te helpen om de eigen politiediensten te hervormen, operationele ondersteuning te bieden en tijdelijk de ordehandhaving waar te nemen. Ook kon voorzien worden dat de VN-agenten zouden helpen met het opsporen van daders van ernstige misdaden tegen het internationaal recht. Men besloot politietaken voortaan integraal op te nemen in de mandaten van vredesmachten en speciale politieke missies.
De secretaris-generaal had een grondige evaluatie van de vredesmissies en speciale politieke missies aangekondigd. Landen die politie-agenten bijdroegen werden gevraagd meer vrouwelijke agenten te sturen en alle agenten op te leiden om om te gaan met seksueel geweld en geweld tegen kinderen.

## Verwante resoluties
- Resolutie 2382 Veiligheidsraad Verenigde Naties (2017)

Lijst ·  2133 ·  2134 ·  2135 ·  2136 ·  2137 ·  2138 ·  2139 ·  2140 ·  2141 ·  2142 ·  2143 ·  2144 ·  2145 ·  2146 ·  2147 ·  2148 ·  2149 ·  2150 ·  2151 ·  2152 ·  2153 ·  2154 ·  2155 ·  2156 ·  2157 ·  2158 ·  2159 ·  2160 ·  2161 ·  2162 ·  2163 ·  2164 ·  2165 ·  2166 ·  2167 ·  2168 ·  2169 ·  2170 ·  2171 ·  2172 ·  2173 ·  2174 ·  2175 ·  2176 ·  2177 ·  2178 ·  2179 ·  2180 ·  2181 ·  2182 ·  2183 ·  2184 ·  2185 ·  2186 ·  2187 ·  2188 ·  2189 ·  2190 ·  2191 ·  2192 ·  2193 ·  2194 ·  2195